# Sun numero
Sun numero è un singolo del gruppo musicale finlandese Younghearted, pubblicato il 18 gennaio 2022 su etichetta discografica Warner Music Finland come primo estratto dal terzo album in studio Rakkaus on kaikki, mitä me tarvitaan.

## Descrizione
Il 12 gennaio 2022 è stato annunciato che con Sun numero gli Younghearted avrebbero preso parte a Uuden Musiikin Kilpailu, il programma di selezione del rappresentante finlandese all'annuale Eurovision Song Contest. Il singolo è stato pubblicato in digitale il successivo 18 gennaio. Durante l'evento, che si è svolto il 26 febbraio, i Younghearted si sono piazzati al 6º e penultimo posto.

## Tracce
Testi e musiche di Reeta Huotarinen, Joonas Keronen e Vilma Alina.
1. Sun numero – 3:08

## Classifiche
| Classifica (2022) | Posizione massima |
| ----------------- | ----------------- |
| Finlandia         | 3                 |